# Het Heilige Dal
Het Heilige Dal is het vijfde deel in de Belgische stripreeks De Schorpioen, welke is gecreëerd door Stephen Desberg (tekst) en Enrico Marini (tekeningen). De eerste druk verscheen in 2004 bij uitgeverij Dargaud. In 2005 en 2007 volgden herdrukken.

## Synopsis
Het heilige Dal staat in het teken van de zoektocht naar het Kruis van Petrus. De Schorpioen wil dit kruis gebruiken om aan te tonen, dat Cosimo Trebaldi, de voormalige Kardinaal en huidige paus, via een leugen zijn mede-kardinalen gepaaid om hem tot paus te verkiezen. De 'duiven' onder de kardinalen, dat wil zeggen degenen die tegen de verkiezing van Cosimo Trebaldi tot paus waren, hebben de Schorpioen gevraagd het kruis van Petrus te vinden. De Schorpioen is als geschiedkundige immers bij uitstek in staat deze taak succesvol te volbrengen. Uiteraard heeft Armando (de Schorpioen) ook persoonlijke motieven om het kruis te vinden. Hij wil coûte que coûte Trebaldi ontmaskeren als moordenaar en bedrieger. 
Kapitein Rochnan zit natuurlijk achter de Schorpioen aan teneinde te voorkomen dat deze in diens missie slaagt, maar ook omdat Trebaldi de Schorpioen dood wenst. Dit is immers vanaf deel 1 (Het teken van de duivel) zijn vurige wens. 
Verder worden in dit deel broer en zus Ferron en Fenice (het toekomstige liefje van de Huzaar) geïntroduceerd. Deze helpen kapitein Rochnan bij het lokaliseren van de Schorpioen, met wie zij uitstekend bekend zijn vanuit hun dievenbestaan. In deel 5 verschijnt ook Cosimo's broertje Nelio Trebaldi voor het eerst op het toneel. Hun dominante vader wil dat Cosimo zijn machtige positie gebruikt ten gunste van Nelio. 
Deze episode draait eigenlijk om de strijd tussen Rochnan, Ansea en de anderen om als eerste het kruis van Petrus te vinden. Armando en Mejaï weten de Turken te ontsnappen, om direct in handen te vallen van Rochnan. Rochnan en zijn mannen worden vervolgens buiten de stad weer overvallen door Turken. In de strijd weten Armando en Mejaï te ontkomen. 
Rochnans geheim wordt deels onthuld: zijn gezicht blijkt getatoeëerd. Details volgen later pas (in deel 7: De naam van de vader). 
Aan het slot van deze episode sluit Rochnan Armando, Mejaï, Ansea en de Huzaar op in een in rotsen uitgehouwen tempel. 